# Monster House
Monster House is een Amerikaanse computeranimatiefilm uit 2006, onder regie van Gil Kenan. De uitvoerend producers van de film waren Robert Zemeckis en Steven Spielberg. Daarmee is dit hun eerste samenwerkingsproject sinds Back to the Future Part III. De personages in de film zijn gemaakt met behulp van motion capture.

## Verhaal
Een jongen genaamd D.J. houdt regelmatig het huis van zijn overbuurman, Mr. Nebbercracker, in de gaten. Mr. Nebbercracker staat bekend als een knorrige oude man die iedereen die een voet op zijn terrein zet met geweld verdrijft, en speelgoed van kinderen dat per ongeluk op zijn terrein belandt in beslag neemt. Wanneer de basketbal van D.J.’s vriend, Charles “Chowder”, op Mr. Nebbercrackers terrein belandt en D.J. hem terug probeert te halen, wordt hij geconfronteerd door Mr. Nebbercracker. Mr. Nebbercracker probeert D.J. weg te jagen, maar zakt dan plotseling in elkaar als gevolg van een beroerte. Terwijl hij door een ambulance wordt weggebracht, valt er een gouden sleutel uit zijn zak.
D.J. ontdekt al snel dat de sleutel past op het huis van Mr. Nebbercracker. Samen met Chowder en zijn vriendin Jenny onderzoekt hij het huis. De drie krijgen echter de schrik van hun leven wanneer ze ontdekken dat het huis een levend wezen is, dat zich voedt met mensen. Ze gaan naar een arcadespeelhal, en vragen advies van een aan videospelletjes verslaafde man met de bijnaam Skull. Volgens hem is het huis een zogenaamde "domus mactibilis", een huis dat ontstaat als een menselijke ziel zich vermengt met de bouwmaterialen van een huis. De drie concluderen dat Mr. Nebbercracker natuurlijk is gestorven, en het huis nu bezeten wordt door zijn geest. Volgens Skull kan een "domus mactibilis" alleen worden vernietigd door het hart ervan te vernietigen.
De kinderen maken een pop gevuld met medicijnen in de hoop het huis te drogeren. Hun plan werkt. Daarna gaan ze naar binnen. In het huis doen ze een nieuwe schokkende ontdekking: ze vinden het lichaam van een enorme vrouw, dat geheel in cement is gegoten. Dan wordt het huis weer wakker en zijn de drie gedwongen te vluchten.
Buiten komen ze onverwacht Mr. Nebbercracker tegen, die blijkbaar toch niet is overleden aan zijn beroerte. Hij legt hen de situatie uit: de vrouw in het cement is zijn echtgenote, Constance. Hij vond haar jaren geleden toen ze tegen haar wil moest optreden in een freakshow. Hij hielp haar ontsnappen, en wilde met haar een nieuw leven opbouwen. Samen bouwden ze het huis. Constance werd echter voortdurend het mikpunt van kinderen uit de buurt vanwege haar enorme postuur. Op een dag liep het gruwelijk mis toen ze probeerde een aantal kinderen te verjagen, maar daarbij haar evenwicht verloor en in een betonmolen terechtkwam. Mr. Nebbercracker kon haar niet op tijd bevrijden, en ze stierf. Hij besloot in nagedachtenis aan haar het huis toch af te bouwen, maar toen het af was begon het zich opeens te gedragen als een levend wezen. Constances geest had blijkbaar bezit genomen van het huis. Al snel beseft Mr. Nebbercracker dat het huis zich voedde met mensen. Om de buurtbewoners tegen het huis te beschermen, deed hij alles om te voorkomen dat ze er in de buurt zouden komen. Daarom gedroeg hij zich altijd zo naar tegen iedereen.
Mr. Nebbercracker onthult vervolgens dat hij in het geheim wat dynamiet heeft meegenomen om het huis op te blazen. Het huis merkt dit echter, en breekt los uit zijn fundering. Het achtervolgt de kinderen en Mr. Nebbercracker naar een bouwplaats. Daar slaagt D.J. er uiteindelijk in het huis op te blazen. Na de explosie zien D.J., Chowder en Jenny in de stofwolken even de geest van Constance, die danst met Mr. Nebbercracker en dan verdwijnt. Mr. Nebbercracker bedankt D.J. dat hij hem en Constance na 45 jaar eindelijk heeft bevrijd. Aan het eind van de film geeft hij alle spullen terug die hij in de afgelopen jaren in beslag heeft genomen.

## Rolverdeling
| Acteur            | Personage                  |
| ----------------- | -------------------------- |
| Mitchel Musso     | D.J.                       |
| Sam Lerner        | Chowder                    |
| Spencer Locke     | Jenny                      |
| Steve Buscemi     | Nebbercracker              |
| Maggie Gyllenhaal | Zee                        |
| Jason Lee         | Bones                      |
| Kevin James       | Landers                    |
| Nick Cannon       | Lister                     |
| Catherine O'Hara  | Moeder                     |
| Fred Willard      | Vader                      |
| Jon Heder         | Reginald 'Skull' Skulinski |
| Kathleen Turner   | Constance                  |

## Achtergrond

### Productie
Alle personages in de film zijn getekend aan de hand van echte acteurs met behulp van motion capture. Dit proces, ook wel “performance capture” genoemd, werd al eerder toegepast door Robert Zemeckis in de film The Polar Expres. Daar die film echter als kritiek kreeg dat de personages er te realistisch uitzagen voor een animatiefilm, besloten de producers om voor Monster House de personages iets cartoonachtiger te tekenen.
De trailer van de film bevat muziek van de film Beetlejuice, maar Monster House heeft geen connecties met die film.

### Ontvangst
De film bracht wereldwijd $140.175.006 op.
De film werd door critici doorgaans positief ontvangen. Op Rotten Tomatoes scoort de film 74% aan positieve beoordelingen. Toch waren critici ook van mening dat de film wellicht iets te eng was voor het doelpubliek, en dat een "PG-13 rating" geschikter zou zijn voor de film.